# Hoenderloo Groep
 De Hoenderloo Groep was een instelling voor jeugdzorg en onderwijs die een tijdelijk thuis bood aan ongeveer tweehonderd jongeren met complexe (gedrags)problemen, die om diverse redenen niet meer thuis konden wonen. In 2011 vond een fusie plaats tussen Stichting Pluryn en De Hoenderloo Groep. Pluryn sloot De Hoenderloo Groep in augustus 2020 en verkocht de terreinen in Hoenderloo en Kop van Deelen.

## Ontstaan
In 1851 werd in Hoenderloo een opvanghuis gesticht voor verwaarloosde jongens. Dit 'doorgangshuis' vormde de bakermat van de huidige organisatie "De Hoenderloo Groep", die in 1993 ontstond door een fusie met het orthopedagogisch-therapeutisch instituut 't Wezeveld, de Meester Gangelschool en de Cornelis Beetsschool te Hoenderloo. In juni 1999 werd de Glen Mills School in Wezep geopend, de naam werd in 2009 gewijzigd in 'De Sprint'.
De Hoenderloo Groep bood naast residentiële begeleiding en behandeling aan de geplaatste jongeren ook gespecialiseerd onderwijs aan in de vorm van VSO-onderwijs en ZMOK-onderwijs: de Gangel en de Beets in Hoenderloo en De Sprint in Wezep.
Overzicht locaties:
- leefgroepen in Hoenderloo, Kop van Deelen (De Kop van Deelen is een voormalig militair terrein van 26 hectare), Apeldoorn (Zelfstandige leergroepen) en Deventer
- gezinsgroepen in Hoenderloo, Deelen en Elburg
- buitenlandprojecten in Duitsland, Frankrijk, Zweden, Tsjechië en Spanje
- onderwijsactiviteiten in Hoenderloo, Wezep en Apeldoorn (voor terugkeer naar normaal onderwijs)

## Film 'Cool!'
In 2004 financierde de Hoenderloo Groep de film Cool! van Theo van Gogh om aandacht te vragen voor de jeugdzorg. De film werd gedeeltelijk opgenomen in de Glen Mills School. Aan de film werkten diverse pupillen van de school en andere jeugdinrichtingen mee.

## Sluiting
In december 2019 maakte koepelorganisatie Pluryn het voornemen bekend de instelling te sluiten. Zij zei zich hiertoe genoodzaakt te zien door een miljoenentekort op de begroting en het uitblijven van kwaliteitsverbetering in de zorg die De Hoenderloo Groep biedt. De aangekondigde sluiting veroorzaakte veel onrust bij onder meer ouders en vakbonden.
Om dit te bewerkstelligen is eerst de zorg (Hoenderloo Groep) en het onderwijs (Hoenderloo College) afgesplitst. Het voornemen was om alle onderwijsinstellingen van Pluryn te laten fuseren. In november 2019 was de afsplitsing een feit, waarna de deuren open stonden om de zorg te sluiten. Niet snel daarna werd ook het besluit genomen dat de onderwijsinstellingen van De Hoenderloo Groep zouden gaan sluiten per augustus 2020 en was de fusie tussen de onderwijsinstellingen van de baan. Het bestuur van Pluryn verkocht de grond en de gebouwen na sluiting van het Hoenderloo College en De Hoenderloo Groep.